# 片岡身江
片岡 身江（かたおか みえ、1972年4月14日 - ）は、日本の声優、女優。旧芸名は片岡 みえ（読みは同じ）。

## 来歴
神奈川県出身。1979年、劇団若草に入団して芸能活動を開始。その後マウスプロモーションを経て、ケンユウオフィス所属。

## 人物
趣味は読書、映画鑑賞。姉2人が居る。

## 出演（声優）

### テレビアニメ
- 最遊記RELOAD GUNLOCK（2004年、史華）
- 名探偵コナン（2005年、堂本光子）

### 吹き替え

#### 映画（吹き替え）
- アニー（アニー〈アイリーン・クイン〉）
- 9000マイルの約束（リサ〈アンナ・ヘルマン〉）
- グラスハウス2（アビー〈ジョーダン・ヒンソン〉）
- 結婚式の後で（ミンヒ）
- 殺人の追憶（ソヒョン）
- ザ・リング（ベッカ）※DVD版
- 呪怨 ザ・グラッジ3（リサ〈ジョアンナ・ブラッディー〉）
- 水滸伝 英雄譜 第一章（扈三娘〈ツォン・バオイー〉）
- スリーピー・ホロウ（カトリーナ〈クリスティーナ・リッチ〉）※テレビ東京版
- トランスポーター（ライ・クワイ〈スー・チー〉）※2004年テレビ朝日版
- ニーベルングの指環（グリームヒルト〈アリシア・ウィット〉）
- ニュー・ワールド（ポカホンタス〈クオリアンカ・キルヒャー〉）
- ビッグ・フィッシュ（サランドラ〈少女期〉）
- ブルー・イグアナの夜（サラ）
- ホステージ（ジェニファー・スミス）※テレビ朝日版
- ミッシング（リリー〈エヴァン・レイチェル・ウッド〉）

#### ドラマ
- iCarly
- ER緊急救命室
  - シーズン8 #7（グレース〈ベラミー・ヤング〉）
  - シーズン11・12（ペニー・ニコルソン〈ジリアン・バック〉）
- イ・サン（チョビ（草非）〈イ・イプセ〉）
- エレメンタリー ホームズ&ワトソン in NY
- オールイン 運命の愛（リサ）
- 宮廷女官チャングムの誓い（ノ・チャンイ〈チェ・ジャヘ〉）
- ギルモア・ガールズ
- CSI:マイアミ10 ザ・ファイナル（エル・トーリング）
- SHERLOCK（シャーロック）（モリー・フーパー〈ルイーズ・ブリーリー〉）
- 神鵰侠侶（郭襄〈ヤン・ミー〉）
- スーパーナチュラル（エルサ）
- 対決スペルバインダーII（ジャスミン）
- チャームド 〜魔女3姉妹〜 シーズン8（マヤ・ホームズ〈ベアトリス・ローゼン〉）
- デイナの恐竜図鑑 シーズン1 [4]
- ハイスクール・ウルフ（ローリー）※シーズン3より
- パパ（ユニ）
- HAWAII FIVE-0
- 火の鳥（ユン・ミラン）
- 冬のソナタ（コン・ジンスク〈イ・ヘウン〉）
- ホテル・バビロン（アンナ）
- マーニーと魔法の書（エルサ（ヘビ））
- ミディアム5 霊能者アリソン・デュボア（ヘザニー・シモンズ〈ルーマー・ウィリス〉）
- ロズウェル - 星の恋人たち（リズ・パーカー〈シリ・アップルビー〉）
- ロビンソン一家漂流記（ジョアンナ・ロビンソン）
- 私はラブ・リーガル（ミア）
- ピックル・ストーム 異世界からの転校生（2025年、ヤスミン〈ミトラ・ジャリリ〉[5]）

#### アニメ
- 学園パトロール フィルモア（イングリッド・サード）

## 出演（女優）

### テレビドラマ
- 非情のライセンス 第3シリーズ「兇悪の囮・危険率80％の護衛」（1980年11月13日、テレビ朝日 / 東映） - エミー 役
- 大江戸捜査網 第473話「非情の少女囮作戦」（1980年、東京12チャンネル/三船プロ） - 小春 役
- 熱中時代 教師編 第2シリーズ 第15話「熱中先生と冷たい女たち」 （1980年 NTV） - 二年四組の子供 役
- 土曜ワイド劇場「先妻の亡霊と闘う新妻　わたしの子どもを返せ!」（1981年8月22日、テレビ朝日）
- 太陽戦隊サンバルカン 第11話「哀しみのメカ少女」（1981年 テレビ朝日） - ユミ 役
- ハウスこども傑作劇場 第32回「もしもし、こちらオオカミ」（1982年12月7日、テレビ朝日）
- 宇宙刑事シリーズ
  - 宇宙刑事ギャバン 第7話「怪物がひそむ花びらに少女は口づけした」（1982年、テレビ朝日）
  - 宇宙刑事シャリバン 第3話「久美子との約束」（1983年、テレビ朝日） - 久美子 役
  - 宇宙刑事シャイダー 第15話「渚のマリンブルー」 (1984年、テレビ朝日) ｰ ナナ役
- ちびっ子かあちゃん（1983年、TBS） - 主演・田口らん子 役
- 花咲け花子第2シリーズ（1983年、日本テレビ） - 村越恵子 役
- うちの子にかぎって…（TBS） - 広瀬栞 役
  - 第1シリーズ（1984年）
  - 第2シリーズ 第1話（1985年）
- 子供が見てるでしょ!（1985年、TBS） - 前原しおり 役
- スケバン刑事II 少女鉄仮面伝説（1986年、フジテレビ）
- ホテルドクター 第6話「過去から来た男」（1993年、朝日放送）

### 映画
- 電子戦隊デンジマン（1980年、テレビ朝日/東映） - 杉本はるみ 役

### Vシネマ
- 新桃太郎伝説 七夕の村は激戦区（1993年、ハドソン）

### 舞台
- 王様と私
- オセロー（エミリア）
- サウンド・オブ・ミュージック（ルイーザ）
- じゃじゃ馬ならし（グルーミオ）
- 十二夜（オリビア）
- ラ・マンチャの男（フェルミナ）